# Sextus Placitus Papyrensis

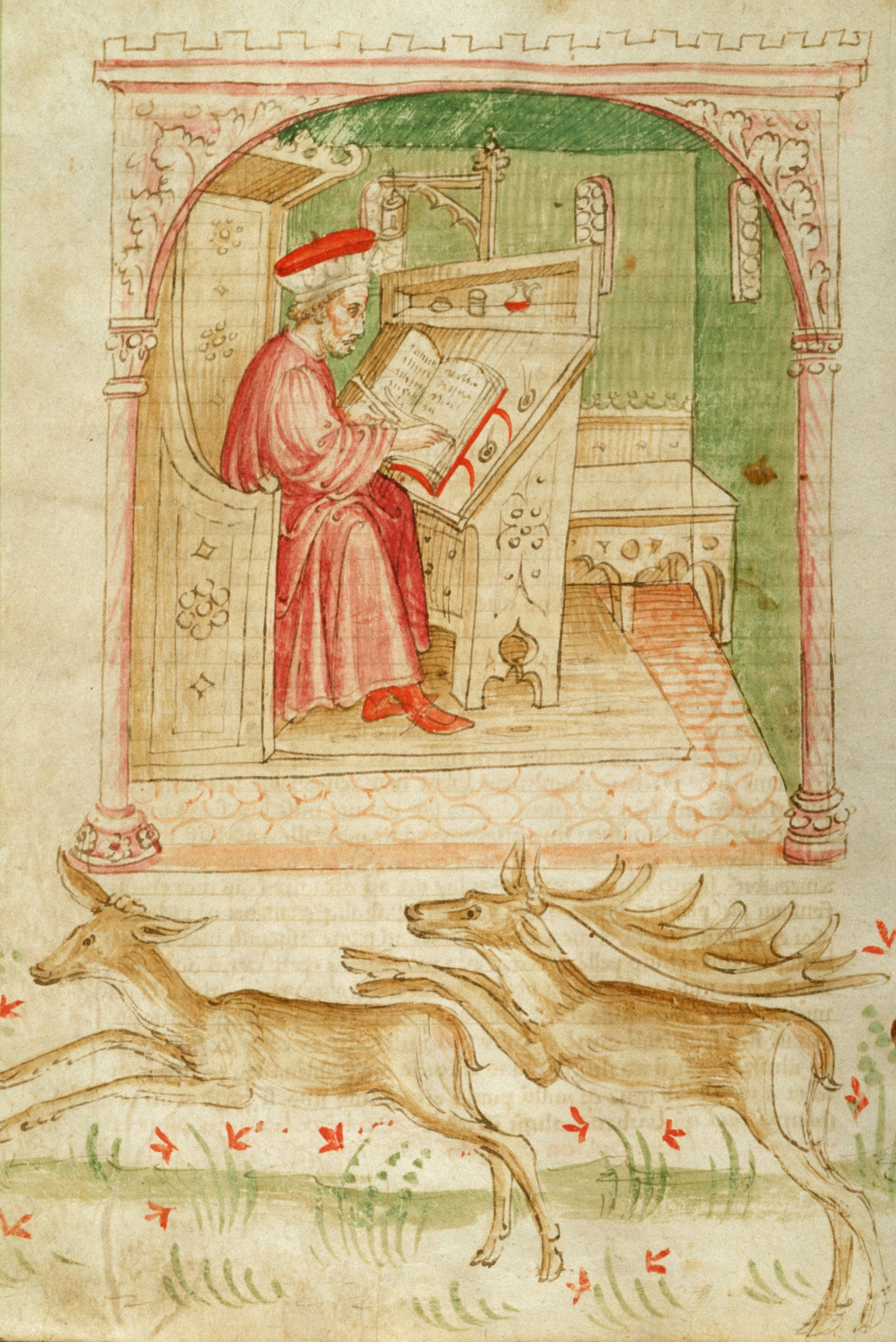
Sextus Placitus Papyrensis. Abbild. in einem Manuskript des 15. Jh.

Sextus Placitus Papyrensis ist der Name eines spätantiken Kompilators, von dem wir lediglich eine Zusammenstellung von aus Tieren gewonnenen Heilmitteln kennen. Diese Zusammenstellung ist unter dem Titel Liber medicinae ex animalibus überliefert.

## Liber medicinae ex animalibus
Das Buch ist in drei Abschnitte unterteilt, in denen Arzneimittel aus den jeweils erwähnten Tieren vorgestellt werden. Diese Aufteilung ist variabel und schwankt von Ausgabe zu Ausgabe.
- Der erste Abschnitt umfasst zwölf vierfüßige Tiere (Ausgabe Howald / Sigerist 1927, S. 235–270):

S. 235–238 De cervo (Hirsch) --- S. 239–241 De vulpe (Fuchs) --- S. 241–245 De lepore (Hase) --- S. 246–249 De capra silvatica (Wilde Ziege) --- S. 249–256 De capra (Ziege) --- S. 257–258 De ariete (Widder) --- S. 258–259 De verre sive apro (Eber) --- S. 260–260 De lupo (Wolf) --- S. 260–266 De cane (Hund) --- S. 266–267 De leone (Löwe) --- S. 267–269 De tauro (Stier) --- S. 269–270 De elefanto (Elefant)
- Der zweite Abschnitt umfasst neun Haustiere (Ausgabe Howald / Sigerist 1927, S. 270–278):

S. 270–270 De urso (Bär) --- S. 270–271 De asino (Esel) --- S. 272–272 De mula vel burdone (Maultier) --- S. 272–274 De equo (Pferd) --- S. 274–276 De puero et virgine --- S. 277–277 De catto (Katze) --- S. 277–277 De glire --- S. 278–278 De mustela (Wiesel) --- S. 278–278 De muribus (Maus)
- Der dritte Abschnitt umfasst zehn Wild- und Hausvögel (Ausgabe Howald / Sigerist 1927, S. 278–286):

S. 278–278 De aquila (Adler) --- S. 279–280 De vulture (Geier) --- S. 280–280 De acceptore --- S. 280–280 De grue (Greif) --- S. 280–281 De perdice (Rebhuhn) --- S. 281–281 De corvo (Rabe) --- S. 281–282 De gallo (Hahn) --- S. 283–285 De gallina (Huhn) --- S. 285–286 De columba (Taube) --- S. 286–286 De ansere (Gans)
Oft ist noch ein Kapitel über Blutegel angehängt --- S. 286–286 De hirundine (Blutegel)
Der „Liber medicinae ex animalibus“ wird meist unter dem umfassenden Titel Pseudo-Apuleius in Überlieferungsgemeinschaft mit weiteren spätantiken Medizintraktaten gefunden:
1. „De herba vettonica“. Abhandlung über die Echte Betonie mit falscher Zuschreibung an Antonius Musa, den Leibarzt des römischen Kaisers Augustus
2. „De taxone liber“. Anonyme Abhandlung über die Verwendung des Dachses in der Medizin
3. „Pseudo-Apuleius Herbarius“
4. Sextus Placitus Papyrensis. „Liber medicinae ex animalibus“
5. „(Pseudo-)Dioscorides de herbis femininis“
6. „Precatio terrae matris“ und „Precatio omnium herbarum“. Anrufung der Erdmutter und Anrufung aller Kräuter

## Ausgaben

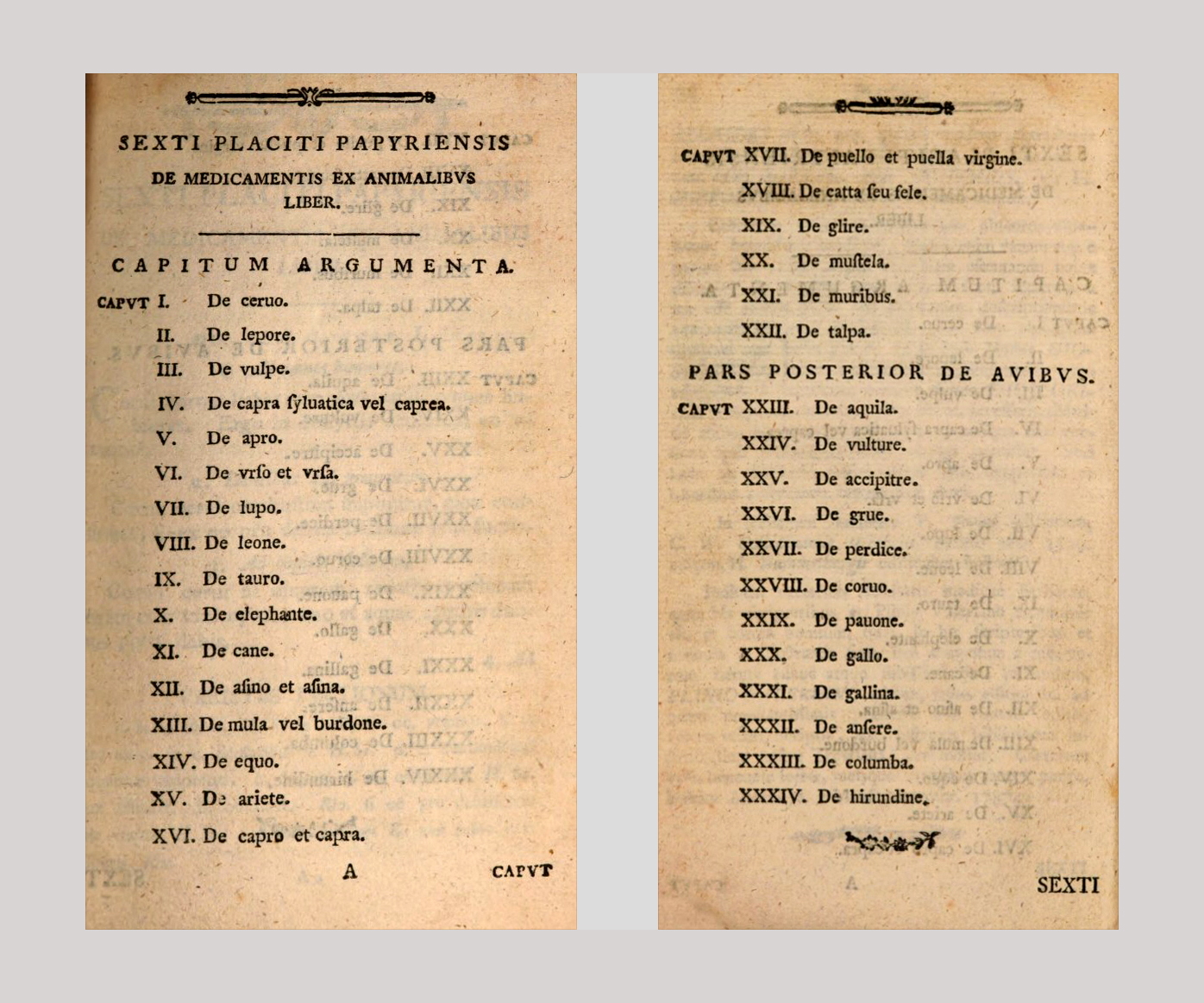
Register in der Ausgabe Ackermann 1788

- Johann Christian Gottlieb Ackermann: Parabilium medicamentorum Scriptores antiqui. … Monath, Nürnberg und Altdorf 1788, S. 39–112: Sexti Placiti Papyrensis De medicamentibus ex animalibus liber (Digitalisat); S. 115–124: Constantini Africani Medici De animalibus liber (Digitalisat); S. 125–294: L. Apuleii De medicamentibus herbarum liber (Unter Einschluss von: Nomina et virtutes herbae vetonicae) (Digitalisat); S. 295–350: L. Apuleii De medicamentibus herbarum librum notae (Digitalisat)
- Oswald Cockayne: Sextus Placitus. The medicina de quadrupedibus In: Leechdoms, wortcunning and starcraft of early England (Being a Collection of Documents, for the Most Part Never Before Printed Illustrating the History of Science in this Country Before the Norman Conquest), Band 1, London 1864, S. 326–373 (Digitalisat)
- Ernst Howald, Henry E. Sigerist: Antonii Musae De herba vettonica, Liber Pseudo-Apulei herbarius, Anonymi De taxone liber, Sexti Placiti Liber medicinae ex animalibus. Teubner, Leipzig 1927, S. 233–286 (= Corpus medicorum latinorum. Band 4) (Digitalisat)